# Модне слово
Модне слово є ідіомою, часто неологізмом, що найчастіше використовують в комерції, політиці, у професійній діяльності для підсилення важливості, технічності, обізнаності, унікальності, новизни чи для полегшення сприйняття інформації підготовленій аудиторії при заміні більш складного і деталізованого визначення на простіше та можливо навіть абстрактніше модне. Під «модним словом» слід розуміти не слово в моді взагалі, а особливе соціальне явище, вперше зафіксоване в англійському слові англ. buzzword. А з англійської це слово не слід перекладати як сленг, оскільки воно має зовсім інший підтекст.
Термін вказує на раптову та часто набридливу (англ. buzz — дзижчати) популярність певного слова. Модні слова не визначені чітко та ясно, є неоднозначними, а явища, які вони позначають, можуть бути погано вивчені. З усіх нових слів «модні» виділяються тим, що їх особливо полюбляють вживати люди, які не компетентні в області застосування. Модні слова бувають незагальновідомими, іноді мають розповсюдження лише в професійних колах чи окремих соціальних групах. Але навіть у таких випадках вони неоднозначні й аморфні, що відрізняє їх від модного сленгу та жаргону.
Модні слова також можуть бути загальновідомими словами, використовуваними в значенні, відмінному від словникового, та несуть додаткову конотацію. Деякі модні слова є повними синонімами наявних загальновживаних слів, та, подібно до евфемізмів, використовується заради більш позитивного їхнього сприйняття та для уникнення чіткості та однозначності висловлення.
Прикладами таких модних слів є: креатив, фреймворк, гламур, рішення (у значенні англ. solution).